# Harry Potter e o Prisioneiro de Azkaban (filme)
Harry Potter and the Prisoner of Azkaban (bra/prt: Harry Potter e o Prisioneiro de Azkaban) é um filme britânico-americano de 2004, dirigido por Alfonso Cuarón, baseado no livro de mesmo nome escrito por J. K. Rowling. É o terceiro filme da série Harry Potter, tendo roteiro de Steve Kloves e produção de Chris Columbus, David Heyman e Mark Radcliffe. O filme é estrelado por Daniel Radcliffe como Harry Potter, juntamente com Rupert Grint e Emma Watson como os melhores amigos de Harry, Ronald Weasley e Hermione Granger.
O filme, lançado em 31 de maio de 2004 no Reino Unido e em 4 de junho de 2004 nos Estados Unidos, foi indicado a dois Oscars - Melhor Trilha Sonora Original e Efeitos Visuais na premiação da Academia, em 2005. No Brasil, o filme foi lançado em 4 de junho de 2004, e em Portugal, em 29 de julho de 2004.
Harry Potter e o Prisioneiro de Azkaban arrecadou mais de US$ 807 milhões em todo o mundo, figurando como o filme da série com a menor bilheteria (sendo o único a arrecadar menos de 800 milhões de dólares). Está entre as 100 maiores bilheterias do cinema.

## Elenco
Ver também: Elenco nos filmes de Harry Potter
- Daniel Radcliffe como Harry Potter.
- Rupert Grint como Ronald "Rony" Weasley, melhor amigo de Harry.
- Emma Watson como Hermione Granger, melhor amiga de Harry.
- Julie Christie como Madame Rosmerta, a dona do pub Três Vassouras em Hogsmeade.
- Robbie Coltrane como Rúbeo Hagrid, o amigo meio gigante de Harry, guarda-caça e novo professor de Trato das Criaturas Mágicas em Hogwarts.
- Michael Gambon como Alvo Dumbledore, o diretor de Hogwarts.
- Richard Griffiths como Válter Dursley, o tio Muggle de Harry.
- Gary Oldman como Sirius Black, o infame padrinho de Harry que fugiu de Azkaban após doze anos de prisão e quem acreditam ser o Comensal da Morte que entregou os pais de Harry a Voldemort.
- Alan Rickman como Severo Snape, o professor de Poções e chefe da casa Sonserina em Hogwarts.
- Fiona Shaw como Petúnia Dursley, a tia Trouxa de Harry.
- Maggie Smith como Minerva McGonagall, a professora de Transfiguração, chefe da casa de Grifinoria e vice-diretora de Hogwarts.
- Timothy Spall como Pedro Pettigrew, um antigo amigo dos pais de Harry que acreditam ter sido assassinado por Sirius Black.
- David Thewlis como Remo Lupin, novo professor de Defesa Contra as Artes das Trevas onde esconde ser um lobisomem.
- Emma Thompson como Sibila Trelawney, a professora de Adivinhação em Hogwarts.
- Julie Walters como Molly Weasley, a matriarca da família Weasley.
- Mark Williams como Arthur Weasley, o patriarca da família Weasley e empregado do Ministério.

Os estudantes de Hogwarts são interpretados por Alfie Enoch, Tom Felton, Joshua Herdman, Matthew Lewis, Devon Murray, James Phelps, Oliver Phelps, Chris Rankin, Jamie Waylett e Bonnie Wright como Dino Thomas, Draco Malfoy, Gregório Goyle, Neville Longbottom, Simas Finnigan, Fred e Jorge Weasley, Percy Weasley, Vicente Crabbe e Gina Weasley, respectivamente. Pam Ferris interpreta Guida Dursley, irmã de Válter, enquanto Robert Hardy retorna ao papel do Ministro da Magia, Cornélio Fudge. David Bradley, Warwick Davis e Harry Melling retornam aos papéis de Argo Filch, Filio Flitwick e Duda Dursley. Dawn French interpreta a Mulher Gorda, o retrato que guarda a entrada da Torre de Grifinoria. Jimmy Gardner e Lee Ingleby aparecem como os empregados do Nôitibus Andante, Ernesto Prang e Stanislau "Lalau" Shunpike
David Thewlis, que interpreta o Prof. Lupin, havia sido cotado para interpretar o Prof. Quirino Quirrell em Harry Potter e a Pedra Filosofal. Ewan McGregor esteve cotado para interpretar o Prof. Remo Lupin. A atriz Emma Thompson, aceitou interpretar a Professora Sibila Trelawney por causa de sua filha de quatro anos, Gaia. Além disso, ela já foi casada com Kenneth Branagh, o Prof. Gilderoy Lockhart de Harry Potter and the Chamber of Secrets. Devido à morte de Richard Harris, o Prof. Dumbledore passou a ser interpretado por Michael Gambon; Christopher Lee e Ian McKellen também estiveram cotados para interpretar o personagem. Ian McKellen declinou o papel de Dumbledore, após interpretar Gandalf, em O Senhor dos Anéis. Ele disse: "Eu tive problemas suficientes ao viver uma lenda. Duas seria esperar demais."

## Bilheteria
O filme arrecadou US$ 93,6 milhões de dólares nos primeiros três dias sendo a segunda maior abertura doméstica do ano de 2004, atrás somente de Shrek 2 que arrecadou US$ 108 milhões, valor que ficou acima dos dois primeiros filmes. Com US$ 249,5 milhões na bilheteria doméstica e mais US$ 546,1 milhões internacionalmente o filme arrecadou US$ 795,6 milhões, sendo a segunda maior bilheteria de 2004, atrás somente de Shrek 2 (US$ 929 milhões). Apesar disso o filme acabou sendo a arrecadação mais baixa da franquia sendo o único dos 8 filmes a arrecadar menos de US$ 800 milhões de dólares.

## Recepção
O filme foi altamente elogiado pelos críticos que destacaram: as atuações, a trilha sonora, os efeitos visuais, a direção e a fotografia. No site Rotten Tomatoes o filme tem uma aprovação de 90% baseado em 258 avaliações de críticos profissionais, o consenso dos críticos foi que: "Sob a direção segura de Alfonso Cuaron, Harry Potter e o Prisioneiro de Azkaban alcançam triunfantemente um delicado equilíbrio entre magia técnica e narrativa complexa".
No Metacritic o filme possui uma nota de 82/100 indicando "aclamação universal" baseado em 40 avaliações.
Mick LaSalle do SFGate elogiou o filme dizendo: "Isso tinha que acontecer. Harry Potter está crescendo. Sua magia está amadurecendo. Seu terceiro filme é mais sombrio, complexo e enraizado no personagem". Muitos críticos consideram o filme o melhor da Franquia Harry Potter.